# Frans Lanting
Frans Lanting (Róterdam, 13 de julio de 1951) es un prestigioso fotógrafo neerlandés de naturaleza y medio ambiente establecido profesionalmente en California, donde reside. Entre sus premios están los más importantes en su campo como el World Press Photo, que ha recibido hasta en seis ocasiones, y el BBC Wildlife Photographer of the Year.

## Biografía
Estudió economía ambiental en su ciudad natal, tras lo cual emigró a los Estados Unidos. Reside actualmente en la población de Santa Cruz (California), donde además de tener un estudio también gestiona una galería y un servicio de banco de imágenes. Su mujer, Christine Eckstrom, es una importante escritora y editora que trabaja codo con codo con él en la producción de muchos de sus trabajos editoriales.
Ha trabajado a lo largo y ancho de todo el mundo, teniendo predilección por los lugares más ricos o salvajes desde el punto de vista natural, como el Amazonas, África o la Antártida.
Entre las revistas especializadas que habitualmente publican sus imágenes están National Geographic, Stern, Natural History, Outdoor Photographer, Audubon y Life.

## Obras (selección)
Entre sus trabajos se encuentran:
- 1982. Feathers’’ (Plumas)
- 1985. Islands of the West (Islas del oeste)
- 1990. The Albatrosses of Midway Island (Los álbatros de la isla Midway)
- 1990. Madagascar, A World Out of Time (Madagascar, un mundo de otro tiempo)
- 1993. Forgotten Edens, Exploring the World's Wild Places (Paraísos perdidos. Explorando los lugares más salvajes del planeta), con Christine Eckstrom
- 1993. Okavango, Africa's Last Eden (Okavango, el último paraíso de África), con Christine Eckstrom
- 1996. Animal Athletes (Animales atletas)
- 1997. Bonobo, The Forgotten Ape (Bonobo, el mono perdido), con Frans de Waal
- 1997. Eye to eye, Intimate Eencounters with Animal World (Frente a frente. Encuentros íntimos con el mundo animal),[4] con Christine Eckstrom
- 1999. Living Planet, Preserving Edens of the Earth, con David Doubilet y Galen Rowell
- 2000. Jungles (Selvas), con Christine Eckstrom
- 2003. Penguin (El pingüino), con Christine Eckstrom
- 2006. LIFE, A Journey Through Time (Vida, un viaje a través del tiempo)
- 2017. Into Africa (Dentro de África)

## Premios (selección)
- 1988. World Press Photo
- 1989. World Press Photo
- 1991. Wildlife Photographer of the Year (Mejor fotógrafo de vida salvaje del año).
- 1997. Premio Ansel Adams del Sierra Club
- 1997. World Press Photo. Segundo Premio “Estudios de Natuleza y Medio Ambiente
- 2001. H.R.H. Prince Bernhard inducted him as a Knight in the Royal Order of the Golden Ark, the Netherlands' highest conservation honor.*
- 2005. Premio Lennart Nilsson
- 2008. Fotógrafo del año por la “Asociación de fabricantes y distribuidores de imagen” (PMDA)
- 2010. Medalla Cherry Kearton de la Royal Geographical Society[5]

## Otros reconocimientos (selección)
- 1999. Es nombrado socio honorario de la Royal Photographic Society.
- 2001. Es nombrado Caballero de la Orden del Arca de Oro por el príncipe Bernardo de Holanda, la máxima distinción que otorga su país en relación con la defensa del entorno natural.

Desde el año 2015 la WWF organiza el Premio WNF-Frans Lanting de fotografía de naturaleza en su honor.

## Exposiciones (selección)
- 1998. "Eye in Eye" (Frente a frente), Museo de historia natural de Róterdam
- 1999. "Animals and Earth" (Ánimales y tierra), Oude Kerk (Ámsterdam)
- 2000. "Jungles" (Selvas), Centro de la biodiversidad Naturalis[7] de Leiden (Holanda)
- 2006-2007. “LIFE, A Journey Through Time” (Vida, un viaje a través del tiempo), Centro de la biodiversidad Naturalis de Leiden (Holanda)
- 2011. “Vida, un viaje a través del tiempo”, Espacio Cultural de Caja Cajanarias (La Palma, Islas Canarias), España[8]
- 2012. “LIFE, A Journey Through Time” en el SS Rotterdam del puerto de Róterdam
- 2016. “Diálogo con la naturaleza” en el Museo de la fotografía de Róterdam